# Cartola

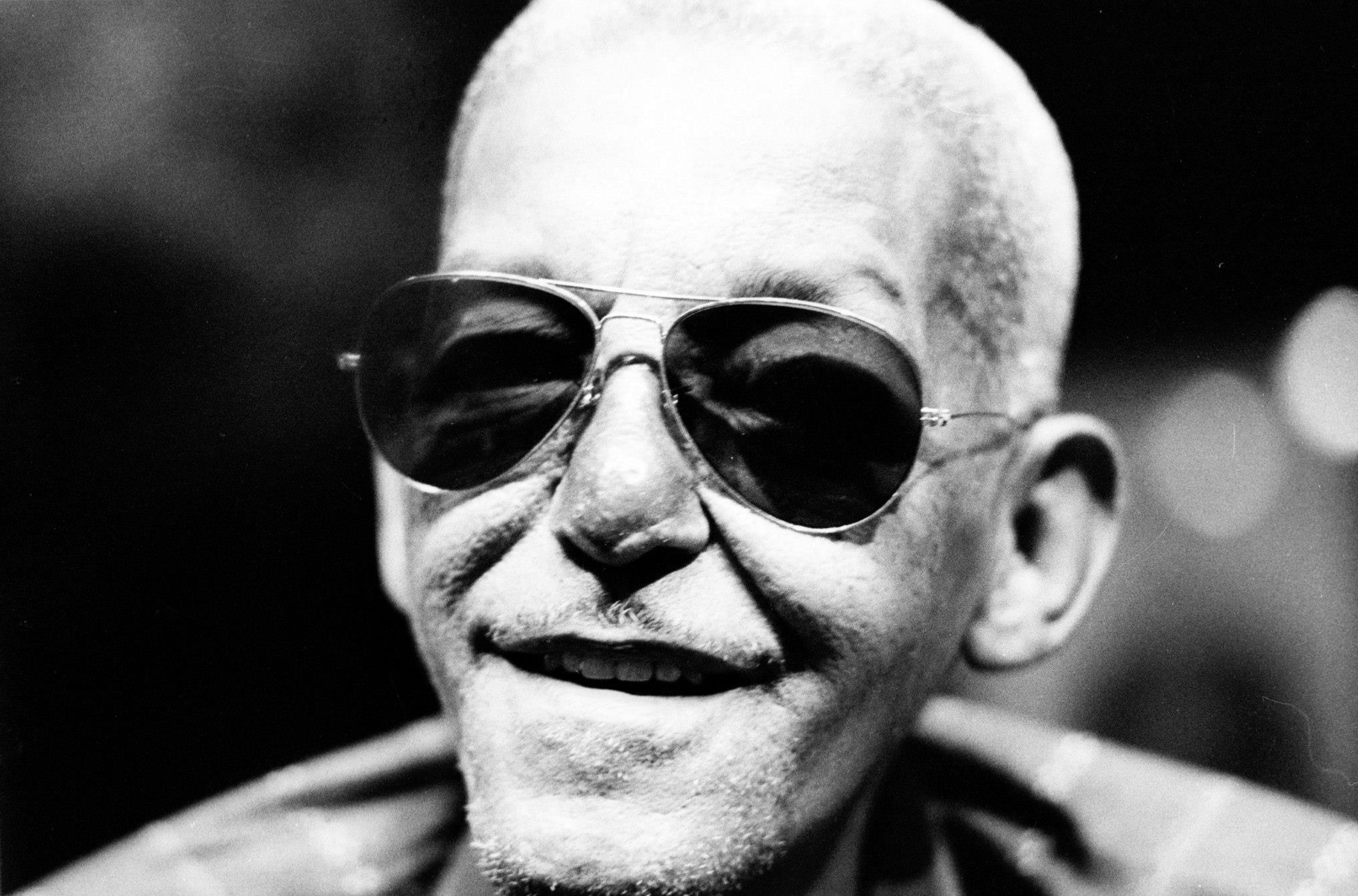
Cartola im September 1977

Angenor de Oliveira, besser bekannt unter dem Namen Cartola (* 11. Oktober 1908 in Rio de Janeiro; † 30. November 1980 ebenda) gilt als einer der bedeutendsten Samba-Komponisten in der Geschichte der brasilianischen Musik. Zu seinen bekanntesten Kompositionen zählen „As Rosas não Falam“ (Die Rosen sprechen nicht) und „O Mundo É um Moinho“

## Leben

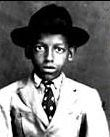
Um 1920

Geboren wurde Cartola in Rio de Janeiro im Stadtteil Catete, aufgewachsen ist er aber im Stadtteil Laranjeiras. Schon früh fand der junge Angenor gefallen an Musik und lernte von seinem Vater das Spiel auf der Gitarre und der Cavaquinho. Finanzielle Schwierigkeiten zwangen die Familie zum Umzug in die damals entstehende Favela Mangueira. Dort freundete er sich schon bald mit den Kindern des Viertels an, unter anderem mit dem 6 Jahre älteren Carlos Cachaça. Nachdem seine Mutter verstorben war, verließ er im Alter von 15 Jahren die Schule und fand Arbeit als Bauarbeiter. Um sich vor dem herabfallenden Schmutz zu schützen, begann er eine Melone zu tragen, worauf hin er von seinen Kollegen den Spitznamen „Cartola“ erhielt.
Im Jahr 1923 gründet Cartola zusammen mit befreundeten Sambistas aus Mangueira den Bloco dos Arengueiros, aus dem 1928 der Bloco Estação Primeira de Mangueira (später dann Grêmio Recreativo Escola de Samba Estação Primeira de Mangueira) hervorgeht. Für ihren ersten Umzug komponiert Cartola den Samba „Chega de demanda“. In den 30er Jahren werden seine Kompositionen von den populären Sängern der Zeit wie z. B. Aracy de Almeida, Carmen Miranda, Francisco Alves, Mário Reis und Sílvio Caldas über das Radio bekannt gemacht. 1974 nimmt Cartola die erste seiner vier Solo-LPs auf, die ihn einer breiteren Öffentlichkeit bekannt machen und seiner Karriere mit Klassikern wie „As Rosas não Falam“, „O Mundo É um Moinho“, „Acontece“, „O Sol Nascerá“ (mit Elton Medeiros), „Quem Me Vê Sorrindo“ (mit Carlos Cachaça), „Cordas de Aço“, „Alvorada“ und „Alegria“ einen neuen Impuls geben. Ende der 70er Jahre zieht Cartola in ein Haus im Stadtteil Jacarepaguá, in dem er bis zu seinem Tod 1980 wohnt.

## Diskografie
- 1974 - Cartola
- 1976 - Cartola
- 1977 - Verde Que Te Quero Rosa
- 1978 - Cartola 70 Anos
- 1982 - Cartola - Ao Vivo

Cartola, 1970

- 1982 - Cartola - Documento Inédito